# 絕命終結站 血脈
《絕命終結站 血脈》（英語：Final Destination Bloodlines）是一部2025年美國超自然恐怖電影，2011年電影《絕命終結站5》的續集兼《絕命終結站系列》第六部電影，由亞當·史坦和查克·利普夫斯基共同執導，蓋·布西克和洛莉·伊凡斯·泰勒（Sheila Hanahan Taylor）編劇，強·華茲、布西克和泰勒故事原創，主要演員包括凱特琳·桑塔·胡安納、提歐·布里奧尼斯（Teo Briones）、理查·哈蒙、歐文·派崔克·喬諾、萊雅·齊爾斯戴、安娜·洛爾（Anna Lore）以及布蕾克·貝辛格與東尼·陶德，此片也是陶德的遺作。
本片講述的是一場1968年的災難預兆，改變了命運的軌跡。幾十年後，一名大學生開始被一連串詭異事件困擾，逐步揭開家族背後不為人知的秘密。當命運被打亂，死亡將重新編排順序，一步步逼近每一個“本不該存在”的人。與以往不同，本片的死亡名單都是有血脈關係的家人。
《絕命終結站 血脈》由華納兄弟影業排定2025年5月16日於美國上映。本片上映後贏得了影評人的普遍好評，被譽為該系列有史以來口碑最佳的作品，全球票房達到2.8億美元，創下該系列新高。

## 剧情
1968年，艾莉絲坎貝爾和未婚夫保羅參加了天景餐廳的開幕儀式。在舞會中，艾莉絲突然預見一場災難：眾客人在餐廳開幕儀式跳舞期間讓玻璃地板不堪負荷崩裂，燃氣加熱器洩漏引發大規模爆炸，最終導致整座餐廳倒塌、在場所有人死於非命。
56年後，大學生史黛芬妮開始頻繁做關於天景餐廳倒塌的惡夢。在室友維爾的鼓勵下，史黛芬妮回家尋求答案，父親馬蒂和弟弟查理接待了她。姐弟兩人拜訪舅舅霍華、舅媽布倫達和表親艾瑞克、茱莉亞及巴比。當史黛芬妮詢問奶奶艾莉絲的事，霍華表示，艾莉絲曾對他和她的母親達琳過度保護，也因此導致達琳最終拋棄他們姐弟。布倫達將艾莉絲寄給霍華的信偷偷透露給史黛芬妮，她依信的地址找到深山一間小屋，與隱居的艾莉絲碰面。
身患絕症的艾莉絲告訴史黛芬妮，當年她因為預感，阻止了一連串引發爆炸的小事件並警告了保羅與其他客人離開玻璃地板，因此塔樓並未倒塌，而拯救了在場數百人。但這卻搗亂了死神的計劃，死神便開始一個個追殺那些本不該存在的倖存者及後代。而保羅也在一次意外中喪生，而艾莉絲整理了一本筆記，記錄關於死亡的預兆和線索。史黛芬妮起初並不相信，但艾莉絲仍決定將筆記交給她。並證實其說法確鑿可信而決定犧牲自己站出屋外，在一連串連鎖反應發生後，一根風向標從後頸擊碎了艾莉絲的下顎讓她當場身亡。
在艾莉絲的葬禮後，達琳回家，但史黛芬妮對母親的拋棄不諒解。在一場家庭燒烤聚會中，史黛芬妮在筆記中得知一位叫JB的人。但霍華也在聚會期間踩到碎玻璃跌倒，並被連鎖反應意外啟動的割草機撕碎頭部而死。當晚，艾瑞克的紋身店因連鎖反應起火，但他因穿了皮衣而倖存。此事使史黛芬妮堅信死神正在追殺他們。她與查理警告表親，但他們並不相信，直到眾人目睹茱莉亞不慎摔入垃圾桶後被垃圾車壓縮機活活壓死。
茱莉亞的慘死終於讓剩下的家人意識到死神仍在追殺他們。但馬蒂與布倫達因不屬於艾莉絲的血統而被排除在名單外。布倫達此时坦白，艾瑞克是他外遇的結果，並非霍華親生，因此逃過一劫。達琳提議前往醫院尋找JB。原來JB正是剛辭去殯葬師的威廉·布拉德沃斯，他在年幼時也倖存於天景餐廳的災難。現在身患絕症的他告知對抗死神的兩種方法：殺人奪命或死而復生。並且告知他是艾莉絲預感中最後死亡的人，也將是她血脈系死亡順序的終點，更告誡他們嘗試對抗死神時要極端小心，否則失敗反讓事情更糟糕，但在臨走前也祝願眾人好運。
艾瑞克為了拯救巴比，建議巴比吃下含花生的零食，企圖利用巴比的堅果類過敏反應讓其瀕臨死亡再由醫生救活「重獲新生」。然而，核磁共振成像儀卻因兩人都有大量鋼鐵產品而意外啟動，最終在連鎖反應下，MRI產生巨大磁力不但將艾瑞克全身的穿環強行扯掉，身後的輪椅將他卡進共振儀內部並活活壓碎其腹部脊椎兼器官慘死。與此同時，自動販賣機彈簧也因為巨大磁力爆出，把剛用腎上腺素緩解過敏症狀的巴比的頭貫穿，慘死在發現不妥上前查看的醫生面前。
史黛芬妮在知道兩人慘死的結局後推論艾瑞克企圖拯救巴比的舉動也讓死神自動將其列入名單，而她和查理乘坐達琳的房車前往艾莉絲的小屋避難，中途房車強行撞入小屋導致史黛芬妮的安全帶扣環卡死而無法逃脫。而小屋外的連鎖反應導致小屋爆炸，史黛芬妮溺水，達琳救出查理並讓他去救姐姐隨後達琳被身後的燈柱壓死。查理成功將史黛芬妮從安全帶中拉出並用心肺復甦救回，看似首次認證了之前威廉提及的「死而復生」。
一周後，查理準備前往舞会時，史黛芬妮陪同查理去舞伴珍妮的家去迎接她。珍妮身為醫生的父亲告知姐弟倆，史黛芬妮在溺水時只是失去意識，從未達到心臟驟停的瀕死狀態。讓兩人領悟她根本沒有打破死神的奪命血脈循環，而一輛載有原木的火車在附近因連鎖反應脫軌，車上承載的原木掉落把走避不及的史黛芬妮和查理身體當場砸碎。

## 演員
| 演員                      | 角色                          | 備註 |
| ------------------------- | ----------------------------- | --- |
| 凱特琳·桑塔·胡安納        | 史黛芬妮·雷耶斯 Stefani Reyes | 飽受惡夢困擾而回到家鄉的大學生，查理的姐姐。由於奶奶艾莉絲在劫難中死裡逃生，原本不該存在的他們，如今被死神盯上，列入了死亡名單。                         |
| 提歐·布里奧尼斯           | 查理·雷耶斯 Charlie Reyes     | 史黛芬妮的弟弟。同樣被死神列入死亡名單。 |
| 理查·哈蒙                 | 艾瑞克·坎貝爾 Erik Campbell   | 巴比和茱莉亞的同母異父哥哥，史黛芬妮的親戚。沒有被列入死亡名單。                                                                                         |
| 歐文·派崔克·喬諾          | 巴比·坎貝爾 Bobby Campbell    | 艾瑞克和茱莉亞的弟弟，史黛芬妮的親戚。高中橄欖球隊的後衛。同樣被死神列入死亡名單。                                                                       |
| 萊雅·齊爾斯戴             | 達琳·雷耶斯 Darlene Reyes     | 史黛芬妮和查理的母親，霍華的妹妹。同樣被死神列入死亡名單。                                                                                               |
| 安娜·洛爾                 | 茱莉亞·坎貝爾 Julia Campbell  | 艾瑞克的妹妹，巴比的姐姐，是時尚又愛諷刺的假小子。同樣被死神列入死亡名單。                                                                               |
| 布蕾克·貝辛格             | 艾莉絲·坎貝爾 Iris Campbell   | 史黛芬妮的奶奶，同時也是上世紀60年代一場高樓坍塌事故的倖存者。一個人獨自和死神對抗了半個世紀，只為了能讓女兒達琳和兒子霍華的家庭安全。                   |
| 亚历克斯·扎哈拉           | 霍華·坎貝爾 Howard Campbell   | 達琳的哥哥，巴比、艾瑞克和朱莉亞的父親。同樣被死神列入死亡名單。                                                                                         |
| 艾普爾·特莱克 April Telek | 布倫達·坎貝爾 Brenda Campbell | 霍華的妻子，巴比、艾瑞克和朱莉亞的母親。因為是姻親身份，所以沒有被列入死亡名單。                                                                         |
| 安德鲁·丁波·李 Tinpo Lee  | 馬蒂·雷耶斯 Marty Reyes       | 達琳的先生，史黛芬妮和查理的父親。因為是姻親身份，所以沒有被列入死亡名單。                                                                               |
| 東尼·陶德                 | 威廉·布魯沃斯                 | 布魯沃斯殯儀館的老闆，會給予災難倖存者關於對付死神的指引。                                                                                               |
| 麥斯·洛伊·瓊斯            | 保羅·坎貝爾                   | 艾莉絲的丈夫，霍華和達琳的父親。因為艾莉絲的干預，也是上世紀60年代高樓坍塌的倖存者。史黛芬妮、查理、艾瑞克、茱莉亞、巴比的爺爺。在霍華與達琳兒時便去世。 |

## 製作
2011年1月，在《絕命終結站5》上映之前，《絕命終結站系列》演員東尼·陶德表示，如果《絕命終結站5》取得成功，將會採用背靠背方式拍攝兩部續集。2019年1月，新線影業宣布正在製作新的《絕命終結站》電影。派崔克·梅爾頓和馬克斯·丹史坦撰寫了初始劇本，該劇本被描述為對系列「重新構想」。2020年3月，製片人克雷格·派瑞（Craig Perry）表示，電影將聚焦於先遣急救員身上，並以急救人員、消防員和警察為主要角色。系列創作者傑佛瑞·雷狄克透露，儘管新作不太可能像《絕命終結站5》一樣與系列第一集劇情聯繫起來，但他認為這不是一部重啟電影，並表示用「重啟」形容新作似乎過於強烈。10月，雷狄克確認新作早在嚴重特殊傳染性肺炎疫情之前已經開始籌備。
2021年10月，據報導洛莉·伊凡斯·泰勒（Lori Evans Taylor）將擔任編劇。2022年1月，HBO Max宣布將發行電影，強·華茲擔任製片人，並確認泰勒將與蓋·布西克共同編寫劇本。7月，雷狄克透露本片將與該系列的模式有所不同。9月，亞當·史坦和查克·利普夫斯基從兩百多名導演人選之中脫穎而出。他們先是與新線影業的高層和製片人透過Zoom進行面試，視訊結束前表演了一場類似《絕命終結站系列》的意外事故；內部人士稱，這個搞笑影片由事先錄好的鏡頭和視覺效果合製而成，藉此表達他們對該系列的熱愛，他們也因此獲得片商青睞。2023年9月，東尼·陶德正式簽約回歸出演威廉·布魯沃斯。2024年3月，宣布電影將由華納兄弟影業發行。同月底，凱特琳·桑塔·胡安納、提歐·布里奧尼斯（Teo Briones）、理查·哈蒙、歐文·派崔克·喬諾、萊雅·齊爾斯戴、安娜·洛爾（Anna Lore）以及布蕾克·貝辛格參與演出。

### 拍攝
電影於2024年3月4日至5月13日在溫哥華展開主體拍攝。克利斯汀·西巴特擔任攝影師。拍攝原定於2023年7月至10月開始進行，但受2023年演員工會-美國電視和廣播藝人聯合會大罷工影響延期。

## 音樂
《絕命終結站 血脈》的原聲帶由湖岸唱片在電影上映同天發行，包含由提摩西·永利創作的32首配樂，這是第三張發行的《絕命終結站》系列原聲帶專輯。

## 發行
《絕命終結站 血脈》由華納兄弟影業排定2025年5月16日於美國上映。
2025年8月5日，華納兄弟電影官微宣布，《絕命終結站 血脈》定檔8月22日中國大陸上映，這是該系列首次登陸中国大陸院線。

## 迴響

### 評價
根据評論匯總网站爛番茄汇总的215篇评论文章，93%的评论家给予该作正面评价。在Metacritic上，35位影評人共給予了73分的分數（滿分100分），這部電影獲得了「普遍好評」。

### 票房
| 上一届： 《雷霆特攻隊*》 | 2025年美國週末票房冠軍 第20週 | 下一届： 《星際寶貝：史迪奇》 |

## 外部連結
- 官方网站
- 互联网电影数据库（IMDb）上《絕命終結站 血脈》的资料（英文）
- 豆瓣电影上《絕命終結站 血脈》的資料 （简体中文）